# Buch (Untermerzbach)
Buch ([buːx] ) ist ein Gemeindeteil der Gemeinde Untermerzbach im unterfränkischen Landkreis Haßberge in Bayern.

## Geografie
Das Dorf liegt im nordöstlichen Teil des Landkreises auf dem Rücken eines langgestreckten Höhenzugs der Haßberge. Die Kreisstraßen HAS 54 und HAS 46 führen durch den Ort. Im Osten befindet sich ein Wald mit einem ehemaligen englischen Landschaftsgarten, den die Familie Greiffenclau Ende des 18. Jahrhunderts anlegen ließ.

## Geschichte
Der Ortsname beruht wohl auf der Bezeichnung Buchenwald. Im Jahr 1225 war die erste Nennung, als das Kloster Banz das Dorf „Buche“ erhielt. 1232 folgte eine Erwähnung in der Teilungsurkunde des Würzburger Fürstbischofs Hermann, in der Ebern von der Pfarrei Pfarrweisach getrennt wurde und „Bugh“ zu Ebern kam. 1260 bekam Albert von Schaumberg das Dorf „Buch“ als Pfand. 1303/13 erhielten die Theino und Karle de Lichtenstein den Zehnt in Buch. 1575 hatte das Bistum Würzburg Hintersassen in Buch.
1818 entstand der Gemeindeverband Lichtenstein, bestehend aus dem Pfarrdorf Lichtenstein und den Weilern Buch, Dürrnhof sowie Herbelsdorf. 1862 wurde Lichtenstein in das neu geschaffene bayerische Bezirksamt Ebern eingegliedert. Die 813,90 Hektar große Landgemeinde zählte im Jahr 1871 237 Einwohner, von denen 217 evangelisch waren, und 37 Wohngebäude. Der Weiler Buch hatte 78 Einwohner. Eine evangelische Bekenntnisschule und eine Pfarrei befanden sich im 2,5 Kilometer entfernten Lichtenstein.
1900 wohnten in Buch 63 Einwohner in 14 Wohngebäuden. Der Ort gehörte zum Sprengel der 1,0 Kilometer entfernten katholischen Pfarrei Gereuth, wo auch die katholische Schule stand. 1925 lebten in Buch 58 Personen in 13 Wohngebäuden. 1950 hatte der Ort 63 Einwohner und 11 Wohngebäude. Im Jahr 1961 zählte Buch 49 Einwohner und 10 Wohngebäude. 1970 waren es 41 und 1987 47 Einwohner sowie 12 Wohngebäude mit 12 Wohnungen.
Am 1. Juli 1972 wurde der Landkreis Ebern aufgelöst und die Gemeinde Lichtenstein kam zum Haßbergkreis. Am 1. Mai 1978 folgte die Eingliederung der Gemeinde Lichtenstein ohne den Gemeindeteil Buch nach Pfarrweisach. Buch wurde der Gemeinde Untermerzbach zugeordnet.

## Baudenkmäler

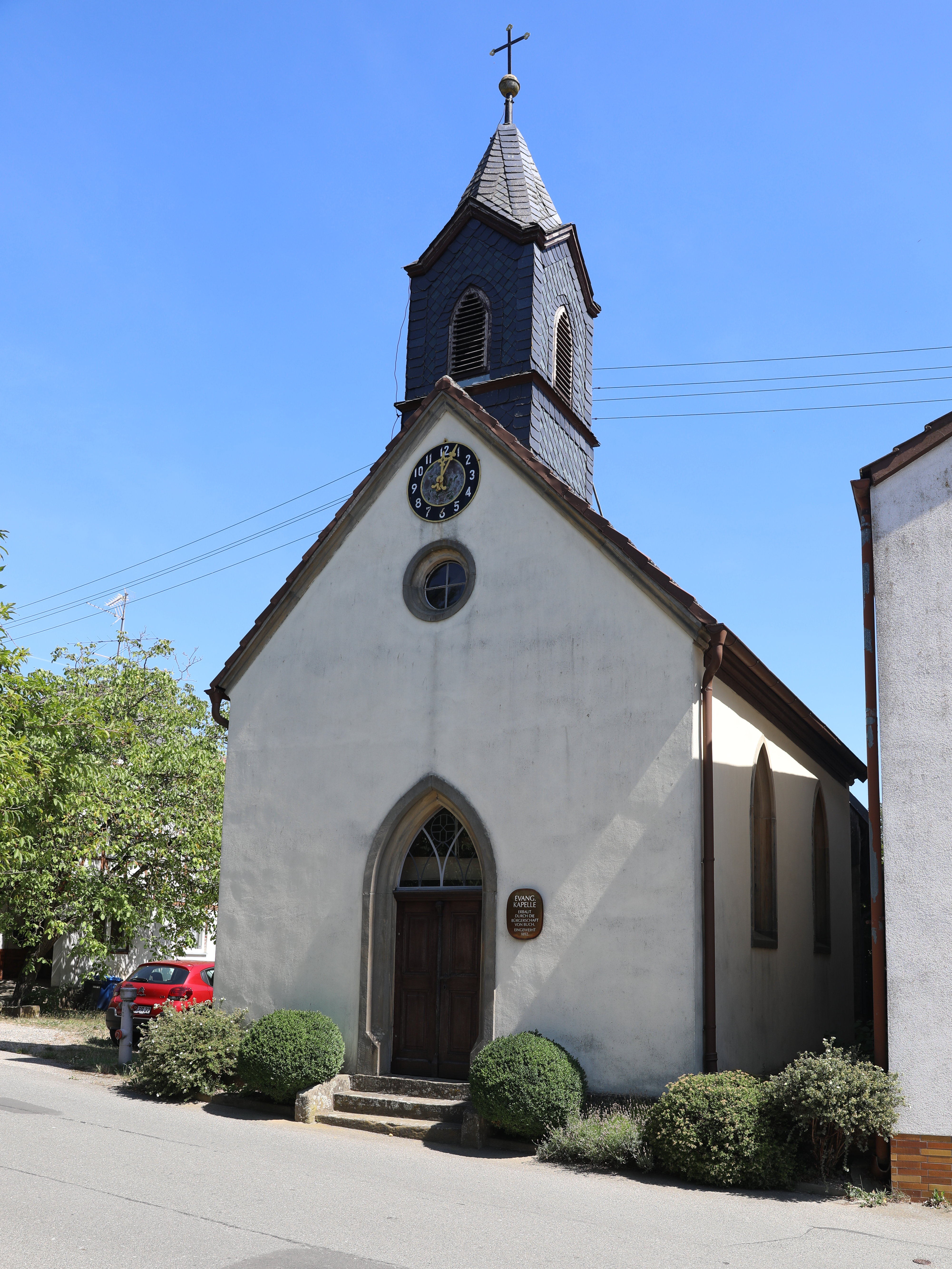
Kapelle

Die evangelisch-lutherische Kapelle errichtete die Bucher Bürgerschaft. Die Einweihung war im Jahr 1892. Der neugotisch gestaltete, giebelständige Satteldachbau hat einen verschieferten Dachreiter mit einem Zeltdach.
In der Bayerischen Denkmalliste sind acht Baudenkmäler aufgeführt, darunter das Kommunbrauhaus.